# ドリームクラブ
『ドリームクラブ』（英語: DREAM C CLUB）は、2009年8月27日にディースリー・パブリッシャーより発売された、Xbox 360用恋愛シミュレーションゲーム。主人公であるプレイヤーは“ピュアな心の持ち主だけが入店できる大人の社交場”「DREAM C CLUB」の会員となり、1年の間に店で働く「ホストガール」との恋愛をすることが目的である。略称は「ドリクラ」。
本項ではシリーズ作品についても取り扱う。

## 概要
平日のアルバイトでお金を稼ぎ、休日はドリームクラブに通ってホストガールとのお酒やカラオケといった楽しいひと時を過ごすのが基本的なゲームの流れとなる。当初はホストガールとは店内だけでの付き合いであるが、何度も通うことによってプライベートの彼女との「店外デート」も楽しめるようになる。これらの店の運営形態は現実世界に存在するキャバクラに極めて酷似しているが、開発側は「ドリームクラブはキャバクラではありません」とコメントしている。
登場するヒロインはトゥーンレンダリングのリアルタイム3DCGで表現されている。キャラクターデザイナーは森沢晴行。
本作の広報では製作総指揮を取ったドリームエックスクリエイト代表を名乗る黒ずくめの服にサングラスとマスクで顔を隠し、ボイスチェンジャーで声を変えた正体不明の人物が出演するのが常となっている。代表はゲーム本編には登場しないが、コミカライズ作品ではドリームクラブの店長として出演している。
本作のファンは「ピュア紳士」と呼ばれており、電撃オンライン等でもこの呼称が使用されている。

## ゲームシリーズ
- ドリームクラブ（Xbox 360：2009年8月27日）
  - ドリームクラブ・ポータブル（PSP：2010年10月28日）
  - ドリームクラブ Complete Edipyon!（PS3：2012年11月15日）
- ドリームクラブ ZERO（Xbox 360：2011年1月27日）
  - ドリームクラブ ZERO・ポータブル（PS VITA：2011年12月17日）
  - ドリームクラブ ZERO Special Edipyon!（PS3：2013年1月17日）
- マージャン★ドリームクラブ（Xbox 360：2012年3月29日、PS3：2012年4月5日）
- ドリームクラブ ホストガールコレクション!（Android：2013年7月9日、iOS：2013年8月30日）
- ドリームクラブ ホストガールオンステージ（PS4：2014年2月22日）
- ドリームクラブGogo.（PS3：2014年4月10日）

### ドリームクラブ ZERO
第1作目の約半年前を描いた続編。
一旦は2010年12月30日発売予定と正式告知があったが、2010年11月22日、D3Pから「諸般の都合により2011年の出来るだけ早い内に発売日を延期する」との正式告知がされた。同時に、CEROレーティングについてもD（17歳以上）に修正された。その後2011年1月7日、D3Pから同年1月27日に発売するとの公式発表があり、予定通り発売された。
さらに、2011年12月17日には新携帯ゲーム機であるPlayStation Vitaのローンチタイトル（ハードとの同時発売ソフト）の一本として移植版の『ドリームクラブ ZERO・ポータブル』が発売された。代表は当初発表されたヴィータの開発コードネーム「NGP（Next Generation PSP）」が「ニュー・ジェネレーション・ピュア」の略称であるので本作を出すにふさわしいハードだと主張していた。
なお、同作のシナリオに関しては、下請けでシナリオを制作したTeam N.G.Xと発注元であるタムソフトの間で、シナリオ制作費の未払いを巡り裁判沙汰になっているとの報道がされている。

### マージャン★ドリームクラブ
ドリームクラブのホストガールたちと卓を囲む麻雀ゲーム。
2012年3月29日にXbox 360とPS3の2機種同時発売の予定だったが、発売間際になってPS3版のみ「諸般の事情」を理由に1週間延期となった。

### ドリームクラブ ホストガールコレクション!
ドリームクラブの店長としてホストガールを集めていくソーシャルゲーム。
2013年7月9日にAndroid版がリリースされ、2013年8月30日にiOS版がリリースされた。他のプレイヤー（店長）と対戦することが可能。2014年6月30日サービス終了。

### ドリームクラブ ホストガールオンステージ
基本無料（コンテンツ課金制）のステージ鑑賞ソフトウェア。
機種はPS4で2014年2月22日に発売された。

### ドリームクラブGogo.
2012年の東京ゲームショウで告知された新作。2013年11月28日に正式発表された。
機種はPS3で登場ヒロインは全て新キャラを配置している。当初は2014年4月3日に発売予定だったが、「諸事情」によって1週間遅れた4月10日となった。

## 登場人物

### ホストガール
店内には多数のホストガールがおり、その中から厳選された10名のうち1人を指名できる。なお名前は源氏名であり、本名は別に存在するほか、年齢・誕生日・スリーサイズなどプロフィールはすべて非公開。これらの情報はプレイヤー自身がゲーム内で集めていかなければならない。ゲーム内で飲酒描写があるため、当然ながらホストガールは製造間もないアンドロイドのアイリを除き、全員20歳以上である。
ホストガールはメイド服風の衣装を着用しているが、イベントデー「コスプレデイ」では水着など、普段とは違った服装の彼女たちに会うことができる。
担当声優はゲームシリーズの担当声優、担当女優は劇団ドリームクラブの舞台、ライブ作品の担当女優とする。なお、劇団ドリームクラブの担当女優は担当時期を（）書きで記入した。
プレイヤー
本作の主人公。
亜麻音（あまね）
声：小清水亜美
演：美波忍（III舞台） / 望月まこと（IIIライブ） / 中園彩香（I〜II）
出身地：東京都 / 誕生日：6月25日 / 年齢：20→21歳 / 血液型：A型RH- / スリーサイズ：83-56-85
いわゆる箱入り娘で、自由な外の世界というものに非常に強い関心を持っているが、自分がそういう世界へ出て行く事が出来ないと思い込んでいる。性格は非常に心優しいが、内気で小心なために自信が持てず、まるで怯えた様な接客をする。しかし、映画や物語の話題になると積極的な面を見せる他、真顔で変わった発言をすることもある。昼の顔は不明だが、どこかのお嬢様という噂がある。『ZERO』では、開始時にはまだ入店しておらず、序盤で新規入店する。
『舞台』では代表からレビューショウのセンターを任されるが、自信を失い一時欠勤してしまう。
『ドリームクラブ ディア・ガールズ』や『ドリームクラブ Destiny』などいずれも主人公が最初に指名されており、初期は出番が多いが周囲のホストガールの個性が強い為、出番が減っている。
みお
声：喜多村英梨
演：宇佐美愛梨（III） / 黒須みらい（I〜II）
出身地：京都府 / 誕生日：3月7日 / 年齢：21→22歳 / 血液型：O型 / スリーサイズ：92-63-92
京都弁を話すおっとりとした性格で、発明家のタマゴ。しかし人の名前を憶えられない節がある。「世の中の人に役立つもの」をモットーに様々な品を発明するが、肝心な部分が抜け落ちていたり、矛盾が生じて意味を成さなかったり、計らずも人体や環境に悪影響を及ぼしかねない物も多い。なお、現在はとある薬の研究に没頭している。ホストガールの中ではグラマーな部類に入り、唯一眼鏡を着用しているキャラクター（設定で眼鏡を外す事も出来る）。
『舞台』では機能停止したアイリを救うべくナオ、ノノノとともにアイリの体内に潜入した。演じる黒須はダンスの振付や構成を担当している。
『ドリームクラブ ディア・ガールズ』では原作以上に変な発明をして他のホストガールを脅かしたり騒動を引き起こすことがあるが本人は人の役に立ちたいと思っている。
雪（せつ）
声：水橋かおり
演：折原つかさ（III） / 姫野翼（I〜II）
出身地：静岡県 / 誕生日：8月9日 / 年齢：20→21歳 / 血液型：B型 / スリーサイズ：75-55-78
カリスマパティシエを目指す、非常に幼い容姿のホストガール。一人称は「セッちゃん」で、周囲からも愛称として呼ばれている。見た目も言動もとにかく幼いが、当然お酒を飲める年齢である。しかしアルコールには滅法弱い。無邪気な性格故、悪意無き毒舌を容赦なく浴びせてくる等、内面での幼さも強烈だが、子供扱いされることを酷く嫌っている。『ZERO』では、開始時にはまだ入店しておらず、序盤で新規入店する。特撮ヒーロー『夢中刑事ミッカヴィン』の大ファン。
『舞台』では玲香、るいとともに亜麻音の帰りを待つ。『ホストガール ライブオンステージ Vol.2』以降ではMCを勤めており、『東京ゲームショウ2014』のディースリー・パブリッシャーブースのMCも担当した。『ドリームクラブ ディア・ガールズ』では活発な性格なためかホストガールで一番出演が多いがメインの回が少ない。
玲香（れいか）
声：早水リサ
演：新井ふゆ（旧名：澁谷えりか）（III） / 小板奈央美（I〜II）
出身地：大阪府 / 誕生日：11月30日 / 年齢：23→24歳 / 血液型：A型 / スリーサイズ：84-55-85
長いストレートヘアが特徴のホストガールで、関西弁を話す。プロボウラーを目指しており、昼はボウリング場に通って練習に励み、夜はドリームクラブで働いている。音楽と運動を好んでおり、学生時代でも得意教科だった。そのため歌唱力には自信を持っている。サバサバとした明るい性格で、ノリの良い今時の女子大生といった感じのお姉さんだが、酔うとやや強引なノリが露出する。『ZERO』では落ち込んだ妹のことを主人公に相談する。
『舞台』ではダンスのコーチ役を勤めており、バラバラになった一同に苦悩する。演じる小板はダンサーの経験もあり、実際の稽古でもダンスのコーチを担当した。
『ドリームクラブ ディア・ガールズ』では当初はるいと絡むことが多かったが後期以降から雪とナオの3人で行動することが多かった。
魅杏（みあん）
声：真堂圭
演：柳瀬晴日（I〜III）
出身地：神奈川県 / 誕生日：10月31日 / 年齢：21→22歳 / 血液型：AB型 / スリーサイズ：80-53-84
昼はモデルの仕事をしている、金髪ツインテールのホストガール。実家は肉屋を営む。いわゆるツンデレで、自分の感情等を素直に表現できない性格。それが災いして、接客時に時折乱暴な口調となってしまう。そのため、誰とでも打ち解けたいと思っている本心とは裏腹に、周囲に対して自分から反発してしまう面がある。『ZERO』では、まだモデルにはなっておらず、実家の肉屋である『肉の高円寺』を手伝っている。一部の漫画版ではメインであることが多く彼女に関連する商品も多い。
『舞台』では孤立していた遙華を諭し、レビューショウの成功に一役買った。また肉の高円寺のタオルを披露した。
るい
声：原田ひとみ
演：紫苑ゆき（III） / 雨情華月（I〜II）
出身地：千葉県 / 誕生日：5月10日 / 年齢：24→25歳 / 血液型：A型 / スリーサイズ：88-62-90
昼は男子校の教師で、夜はこっそりホストガールをしているという女性。抜群のプロポーションを誇り、店の制服も自慢の胸を強調する造りとなっている等、大人の魅力を打ち出したキャラクターだが、やや夢見がちな少女的一面も持つ。ドリームクラブでの勤務は長いらしく、それなりに古株の様だが、とある大きな悩みを持っている。
『ZERO』では、普段は地味な自分に大人の魅力を出すためにドリームクラブに通っている。
『舞台』では玲香、雪とともに亜麻音の帰りを待つ。またレビューの稽古シーンではコスプレを披露した。以降の作品では演じる雨情の性格も相まっておとぼけキャラが定着している。
理保（りほ）
声：後藤邑子
演：寿々木はるか（III） / 優月心菜（II） / 井澤美香子（I）
出身地：九州 / 誕生日：12月20日 / 年齢：20→21歳 / 血液型：B型 / スリーサイズ：95-61-85
過去の『SIMPLEシリーズ』等、ディースリー・パブリッシャー作品の多くに登場してきた双葉理保本人。このゲームでは幾つかのドラマに出演しているブレイク寸前のアイドルという設定となっている。次回出演する映画でホステスの役をやることとなり、役作りのためにドリームクラブで働いている。なお、近作に登場する理保は各作品での共通設定とは微妙に異なるプロフィールとなっている。
『舞台』では芸能界に憧れて上京した妹の真琴（演：安田友加）に悩まされるが、レビューショウでは真琴と息の合ったデュエットを披露した。ディースリー・パブリッシャーの看板娘ということもあり、『ホストガール ライブオンステージ』でも締めを任されることが多い。
『ドリームクラブ ディア・ガールズ』では出番は少ないが終盤では彼女がメインとなり、ライバル店の策略で一度ドリームクラブをやめたことがあった。
ナオ
声：又吉愛
演：蒼木鞠子（I〜III）
出身地：埼玉県 / 誕生日：9月23日 / 年齢：20→21歳 / 血液型：B型 / スリーサイズ：76-58-82
ショートカットが特徴の明朗快活なボーイッシュなキャラクターで、一人称が「ボク」という俗に言うボクっ子。実家が総合格闘技の道場で、彼女も師範代として指導を務めている。体育系の大学に通っており、トレーニングも兼ねて大抵は走って移動する。しかし、もっと女の子らしさを身に着けたいという思いから、ドリームクラブで働く事でヒントを得ようとしている。『ZERO』では、開始時にはまだ入店しておらず、序盤で新規入店する。この時は口調や振る舞いも女の子らしく振舞おうとした。
『舞台』ではみお、ノノノとともに、機能停止したアイリの体内に潜入、アイリの防衛プログラム相手に得意の格闘技を披露した。
魔璃（まり）
声：石毛佐和
演：柚木成美（II〜III） / 和地つかさ（I）
出身地：北海道 / 誕生日：5月4日 / 年齢：21→22歳 / 血液型：A型 / スリーサイズ：86-56-88
隠しキャラクターとして設定されているホストガールで、条件を満たすかマイクロソフトポイントを支払うことで指名可能となる。
自らを「ブラッディマリリン」と名乗るミステリアスな女性で、ゴシック・ファッションを思わせる制服と左目の黒い眼帯が特徴。「小悪魔」や「堕天使」といった暗く耽美なフレーズを好む。開発当初はダウンロード専用キャラクターだった。全ホストガール中最も酒に強い。
『ZERO』でも隠しキャラクターとして登場、主人公をヴァンパイアと思い込み素性を探ろうとする。
『舞台』ではユウ、エルを伴い怪しい儀式を行っており、リハビリに悩むあすかを儀式に招き入れる。
アイリ
声：児玉明日美
演：桜羽萌子（III） / 藍乃聖良（II） / 澤村佳奈。（I）
出身地：三重県 / 誕生日：7月1日 / 年齢：0→1歳 / 血液型：血は流れていない / スリーサイズ：83-53-85
魔璃同様隠しキャラクターとして設定されているホストガールで、条件を満たすかマイクロソフトポイントを支払うことで指名可能となる。
「ROZA零式」という名の自動自律型アンドロイド。会話による感情データ収集のためにドリームクラブで働くこととなるが、時折いかがわしいデータを収集してしまっている様子。語尾に「?です」と付けて話すのが特徴。私服として「東京」「修理中」「純愛」など奇妙な単語の入ったTシャツを着ている。『ZERO』ではウイルスに冒されてしまう。
『舞台』ではレビューショウ前に機能停止してしまうが、未来のアイリがノノノに助けを求める。

#### ZEROの新ホストガール
いずれも5ヶ月前のドリームクラブで働いていたホストガールである。
遙華（はるか）
声：椎名へきる
演：伊藤麻衣（III） / 青木志貴（I）
世界的大富豪「御門コンツェルン」の一人娘。社会勉強のためにクラブで働いている。
超上流階級の家に育った令嬢ゆえ、筋金入りの世間知らず。一般庶民の常識から懸け離れた言動で主人公を翻弄する。
山田スミスと鈴木ウェッスンというSPが身辺警護についており、クラブでの接客中も常に遙華の後ろに立って目を光らせている。
『舞台』では亜麻音がセンターに選ばれたことに反発し孤立してしまう。原作同様、スミスとウェッスンを従えて登場した。
あすか
声：廣田詩夢
演：鈴原紗央（III） / 小新井涼（I）
スラリとした長身と小麦色に灼けた肌、左目の下のホクロが特徴のホストガール。
本業はビーチバレーのプロ選手。左足の怪我のため療養中で、リハビリを兼ねてクラブで働いている。
体育会系らしく、努力家で前向きな性格。少々荒っぽい所があり、怒るとスパイクのフォームで主人公の頭をひっぱたく。
『舞台』では上手くいかないリハビリに悩み、魔璃の儀式に加わる。
ノノノ
声：金元寿子
声：みゅー（III） / 高尾彩菜（II） / 小花（I）
未来からやってきたタイムエージェントと名乗る、不思議なホストガール。ある重要な任務のため現代にやってきたと語るが、肝心なところで「それは言えない規則」と話をはぐらかしてしまうので、どこまで本当か判らない。同僚から「電波系」と思われているのは不満な様子。
現代人とは違う独特の語彙を持ち、出会いの挨拶に「まいにゅ?」、別れの挨拶に「のしー」を用いる。
『舞台』では未来のアイリからの指令を受信し、機能停止した現代のアイリを助けるべく、みお、ナオとともにアイリの体内に潜入した。
理保（ZERO）
声：後藤邑子
本人曰く「双葉理保と名前と姿、声などが偶然似ているだけで別人」と自称しているが・・・。
条件を満たすかDLCの購入で出現する隠しキャラクターとして登場。加入時期も5ヶ月目の12月と最も遅い。

### Gogo.のホストガール
『ドリームクラブ』から数年後（?）の「5号店」で働いているホストガールである。
花里愛（かりあ）
声：沖佳苗
『Gogo.』のメインヒロイン。
現役女子大生で、実家はかなり裕福とのこと。性格は明るく元気で気さくで真面目。礼儀正しく教養もあり、お茶やお花などの稽古ごとをこなすが、庶民的な感覚も兼ね備える。
恋愛に関しては真面目な性格のせいで、やや奥手なところがある。趣味は乗馬で、馬関係のことになると目がない。
萌黄（もえぎ）
声：ささきのぞみ
人懐っこくおっとりとした性格で、関西弁を話す。家庭的で面倒見がよく、甘やかしたがり。現在、とあるお屋敷でメイドとして働いている。微妙にズレた感性の持ち主ゆえ、予想外な反応を返すこともある。
セイラ
声：山本亜衣
大会社の社長令嬢。アメリカ出身で、母親が日本人のハーフ。日本には昔からあこがれていた。見た目は幼いが、今回のメンバーの中では年上のほうである。普段はフィットネスジムでインストラクターとして働いている。性格は勤勉で努力家。
日本の文化、特にサブカルチャーに興味があり、サブカルチャーに対して入れ込んだり勘違いしている部分も見られる。
雅（みやび）
声：山村響
長いストレートヘアが特徴のホストガール。おしとやかな性格でさわやかな笑顔を見せるが、実は元ヤンキーという過去を持つ。そのため、姐御肌なところもあり、ほろ酔いになると、言葉遣いがヤンキー時代のときのように男っぽくなる。雅との関係が進んでいくと、途中で雅の舎弟だったヒナとキョウという2人の少女ヤンキーが登場する。
ノコ
声：白川愛実
ネットアイドルとして活躍している重度のオタク。元引きこもりで就職はドリームクラブが初めて。ファッションセンスがあり、その方面では有名なブロガーである。
桜華（おうか）
声：中島沙樹
普段は占い師をしている女性。抜群のプロポーションを誇り、大人の魅力を打ち出したキャラクターだが、恋愛経験は一度もないらしい。ドリームクラブ本業が占い師ということもあり、女性から様々な相談を受けることもある。
美月（みつき）
声：高橋未奈美
内気で純朴な性格のホストガール。実家は牧場と農園を経営していて、本人も手伝っている。田舎育ちであることにややコンプレックスを持っており、都会にあこがれている。その分、騙されやすい。ホストガールのなったのは、恥ずかしがり屋で男性と話すのが苦手というところを克服するため。
ちり
声：田中真奈美
明るく元気だが、少し「おバカ」なホストガール。見た目・言動ともに幼く、お酒を飲める年齢とは思えないが、それには訳が・・・。
猫と会話ができ、ほろ酔いになると、頭から猫耳が出る。
鈴凛（りんりん）
声：大山早稀
隠しキャラクターとして設定されているホストガールで、条件を満たすかDLCの購入で指名可能となる。
普通の会社でOLをしているが、本人いわく、それは仮の姿で、本当は腕利きのスパイとのこと。しかし、すぐ転ぶ上に方向音痴、早とちりも多く、いわゆるドジっ娘。
いかにも怪しい日本語で語尾に「ある」をつけるが、ほろ酔いになると普通に話すため、演技をしているようである。
アンジュ
声：小澤亜李
鈴凛同様隠しキャラクターとして設定されているホストガールで、条件を満たすかDLCの購入で指名可能となる。
地球に駐在している銀河警察の女性警察官。性格は礼儀正しく善良で優しいが、前述の素性から、ズレた部分が多い。
正義感が強いため、少々やり過ぎてしまうこともあるが、素直に反省できるところがある。地球の文化には疎い。

### その他
受付
声：平田真菜
演：嶋垣くらら（III） / 美波有里（II） / 関口未佐子（I）
ドリームクラブの入り口で待つ受付嬢。主人公がピュアな心の持ち主であるとして1年間の会員権を贈呈する。以後会員期間中、入店時の案内等でお世話になることになる。
サブキャラでありながらその容姿と性格で高い人気を持ち、『マージャン・ドリームクラブ』では夢王位決定リーグ戦を優勝すると初めて指名可能になり、コスプレを披露し、主題歌を歌う他『ドリームクラブ ZERO Special Edipyon!』では、条件を満たすとドリームクラブのステージで歌を披露すること（もちろんほろ酔いやコスプレも可能）が明らかになった。ラジオや漫画などで登場したホストガール姿も本作で初披露となった（ちなみにサイズはMサイズ）。
『舞台』では店長からの指令をホストガールに伝えた。また亜麻音を勇気付けるなど重要な役割を担った。持ち歌は『ホストガール ライブオンステージ Vol.4』で初披露した『マージャン・ドリームクラブ』の主題歌「風をあつめて」、ダンスは舞台版の完全オリジナルである。
ユウ
演：ほたて（III） / 卯野春香（I〜II）
初指名時に出迎えてくれるホストガールの一人。『ZERO』、『Gogo.』ではダウンロードコンテンツを購入することでエルとともにバックダンサーとしてカラオケに登場させることができる。
ゲームでは台詞がなかったが、『舞台』ではホストガールの一人として登場。エルとともに魔璃の儀式に参加していた。『ホストガール ライブオンステージ Vol.3』では魔璃に憧れているという設定が追加された。持ち歌は『ホストガール ライブオンステージ Vol.4』でエルとともに初披露したGogo.のノコの持ち歌である「O-share is Noko-ism!」。
エル
演：脇本美咲（III） / 沖田亜依（I〜II）
初指名時に出迎えてくれるホストガールの一人。『ZERO』、『Gogo.』ではダウンロードコンテンツを購入することでユウとともにバックダンサーとしてカラオケに登場させることができる。
ゲームでは台詞がなかったが、『舞台』ではホストガールの一人として登場。ユウとともに魔璃の儀式に参加していた。『ホストガール ライブオンステージ Vol.3』では魅杏に憧れているという設定が追加された。持ち歌は『ホストガール ライブオンステージ Vol.4』でユウとともに初披露したGogo.のノコの持ち歌である「O-share is Noko-ism!」。
シゲ
主人公の友人。自身の日常やバイトに関する情報を常時携帯メールで連絡してくる。
ドリームクラブに関する噂は聞いているが、プレイヤーがその店の会員であることは知らない。
母
主人公の母親。
主人公を心配して仕送りをしてくれる。
ハカセ
「ROZA零式」の開発主任で、みんなから「おやっさん」と呼ばれている女性で、アイリの生みの親。アイリ曰く、るいとほぼ同じ年齢だが、歳のことを聞くと恐ろしい目に遭うらしい。アイリの事を実の娘のように思い、仲良くしてくれた主人公にメールをする事も。
ドリームXクリエイト代表
演：?
黒ずくめの服にサングラスとマスクで顔を隠し、ボイスチェンジャーで声を変えた正体不明の人物。ゲーム本編には出演しないが、舞台化作品、コミカライズ作品では店長として出現した。舞台作品では主にビデオで出現し、ホストガールに無茶な指令を与え、騒動を引き起こした。ホストガールが連絡を取ることは不可能だが、唯一受付だけはコンタクトを取ることができた。
ドリームイチロウ
演：荻原美里（III）
『ドリームクラブ』の主人公（プレイヤーキャラクター）。ゲーム販売前のスクリーンショットなどで表示されていたことに由来する。以後活動休止となるSHIBUYA REXでのライブでは、観客の意思を代弁する存在として初めて舞台に登場した。ドリームクラブで亜麻音を指名したほか、選抜テストの特別審査員として登場した。

## システム
プレイヤーは各1週間の「平日」「週末」それぞれでコマンドを選択し、ゲームを進めていく。平日ではアルバイトをして所持金を増やすことが、週末ではドリームクラブに通いホストガールとコミュニケーションを取って関係を進展させていくことが主要な行動となる。他に、何もせずに行動をスキップしたり、平日にホストガールに渡すアイテムを購入するためショッピングに出向くことなどができる。
ドリームクラブ内では、主人公は「お酒を飲む」「ホストガールと会話する」「料理やカラオケをオーダーする」「ホストガールにプレゼントを渡す」といった行動を取ることができる。行動に合わせて制限時間が規定量ずつ減ってゆき（実際の時間とは連動しない）、規定時間である60分が過ぎたところで退店、その週の行動を終了する。ただし一度の来店につき一度だけ、退店せずに延長料を払って制限時間を40分延長することも可能。
入店料・延長料、飲料代・料理代・カラオケ代といった料金は退店時にまとめて払う。VIPルーム（後述）に入らない限り、店内で自分の所持金を越える合計額のオーダーを行うことはできない。
飲酒しながらの会話がメインであるこのゲームには、幾つかの独自システムが導入されている。

### IIS（インタラクティブ飲酒システム）
注文したお酒はコントローラーの右スティックを傾けることで、実際にグラスを傾けて飲む。小刻みに傾けて少しずつ飲んだり、大きく傾けて一気に呷ることも可能。
飲むほどに酔いが回ることになる。設定された飲酒力レベルによってほろ酔い状態となり、ホストガールの飲酒量によっては後述のETSへ突入する。ただし限界を超えると酩酊状態となって倒れてしまい、その時点で強制退店となる。なお飲酒力レベルは酒を飲むごとに少しずつ上昇していき、強い酒を飲んでも酔いにくくなる（レベルは10段階）。
ホストガールは主人公の飲み方に合わせて一緒に飲酒する。ホストガールにも個別に飲酒力レベルが設定されており、酒量によってほろ酔い状態となる。主人公と同様に酩酊すれば倒れてしまい、この場合にも強制退店となる。

### ETS（エモーショナルトークシステム）
主人公とホストガールが、お互いほろ酔い状態となった時に発動するシステム。ホストガールとの会話で返答する場合に表示される三者択一の選択肢が、通常の短文で表示されるものではなく、○/△/×のみで表された抽象的な選択肢に変わる（○は肯定、×は否定、△ははぐらかし・曖昧などを表す）。当然、返答によって好感度が増減するので注意が必要となる。
ETS時でないと聞けないプロフィールが存在したり、ホストガールとの仲を進展させるために必要なフラグが隠されていたりするため、ゲームにおける最重要システム。なお、ETSだけではなく、どちらか一方がほろ酔い状態になったときのみに判明するプロフィールもある。
本作のキャラクターの一人である理保の処女作『Love Songs アイドルがクラスメ〜ト』に同名・同一の会話システムが存在し、本作ではほろ酔い状態での会話としてそれを引き継いだと開発者が明かしている。

### カラオケ
オーダーでカラオケをリクエストすることで、ホストガールにステージで歌ってもらう事ができる。ホストガール全員にはそれぞれ持ち歌が設定されていて、初期状態ではその曲だけがリクエスト可能となる。更に、対象ホストガールの好感度を上げることで、他のホストガールに歌わせた持ち歌もリクエストすることが可能。
カラオケには「応援」と称した音楽ゲームの要素を持つボーナスゲームが付属する。曲のリズムに同調して流れてくるマーカーに合わせてボタンを叩くことでシンクロ率（スコア）を獲得し、その結果によりホストガールの好感度が上がる。なお、応援をせずただステージを眺めることも可能。
また、ホストガールがほろ酔い状態でカラオケをした場合、歌い方やダンスが通常のものから大きく変化する（この変化したカラオケには、公式ブログで「カワオケ」と通称が付けられている）。例としては「呂律が回らなくなる」「足がつんのめる」といった他に、ホストガールが歌詞を勝手に変えてしまう場合まである。

### ミニゲーム
特定の料理をオーダーしたり会話で特定の選択肢を選ぶことによって、ミニゲームが発動する。
- オムライスラブ
  - 3分間の制限時間内に、ケチャップを動かしてオムライスに決められた文字や絵を描いていくゲーム。3段階の難易度があり、難易度が高いほどお題となる文字や絵が複雑なものとなる。
  - 成績は最大5つの星で評価される。ケチャップが出しすぎて無くなってしまったり、かかった時間が長くなると評価は下がってしまう。
- アゲアゲ合戦
  - 一気飲み勝負。右スティックを勢いよく回すことでドリンクを飲むことができ、主人公がホストガールより早く飲み切れば勝ちとなる。あまり速く回しすぎると、主人公はむせて飲むのを中断してしまう。
  - 前述の飲酒力レベルが高いほど速く、むせずに飲めるようになる。
- チョコレートラブ
  - 1分間の制限時間内に、唇のマークを動かしてホストガールが咥えたチョコレートスティックの反対側の端をかじってギリギリまで短くしていくゲーム。いわゆるポッキーゲーム。
  - 成績は最大5つの星で評価される。きちんと操作できずスティックの端以外をかじらせてしまったり、かかった時間が長くなると評価は下がってしまう。

### VIPルーム
特定の条件を満たすことで入室が可能となる、ホストガールと2人きりになれる個室。入場料、延長料が割り増しとなる代わりにオーダーできる料理が増えるほか、カラオケでカメラアングルを任意に操作することが可能となる。

### Xbox Live
オンライン対戦
本店とは別に「Xbox Live店」が存在し、入店するとXbox Liveにおいて2〜4人のオンラインプレイヤーでカラオケの「応援」でシンクロ率を競うオンライン対戦が可能となる。対戦での順位ごとにプレイヤーには賞与が与えられる。また、Live店ではホストガールの指名率が累計でランキング表示される。
なお、各ホストガールを何回か指名する度に、そのホストガールからメールが届く。メールに添付された画像もアルバムに保管できる。
ダウンロードコンテンツ（DLC）
一定条件を満たさなければ登場しないホストガールが選択可能になるアンロックや追加衣装・追加曲、ゲーム内アイテム等様々なコンテンツがゲーム中で有料配信されている他、システム面での追加要素が無料配信されている。
『アイドルマスター』の方式を踏襲したカタログ形式で「第○弾」といったように分けられているが、同じカタログ内であってもDLCの配信日は共通というわけではない。

## Webラジオ
音泉でWebラジオが配信された。全66回。
- タイトル：ラジオ Dream C Club

配信期間
- 2009年7月3日 - 2010年2月26日（第1期）（毎週金曜日）
- 2010年6月11日 - 2011年9月2日（第2期）（隔週金曜日）
- 2014年4月25日（音泉設立10周年記念企画によるSP配信）

パーソナリティ
- 水橋かおり
- 後藤邑子（第35回 - 第66回）

ゲスト
- 第1、2、14、27、28、46、57回（2009年7月3日、10日、10月2日、2010年1月8日、15日、11月12日、2011年4月29日） 又吉愛
- 第3、4、15、16、21、33、34、51回（2009年7月17日、24日、10月9日、16日、11月20日、2010年2月19日、26日、2011年2月4日） 原田ひとみ
- 第5、6、22、23、40、54回（2009年7月31日、8月7日、11月27日、12月4日、2010年8月20日、2011年3月25日） 早水リサ
- 第7、8、25、26、53、60、62回（2009年8月14日、21日、12月18日、25日、2011年3月4日、6月10日、7月8日） 真堂圭（第62回は代理パーソナリティ）
- 第9、10、31、32回（2009年8月28日、9月4日、2010年2月5日、12日） 小清水亜美
- 第9回 ドリームエックスクリエイト代表（飛び入り参加）
- 第11、12、24、44、59回（2009年9月11日、18日、12月11日、2010年10月15日、2011年5月27日） 平田真菜
- 第13、17、18、45、55回（2009年9月25日、10月23日、30日、2010年10月29日、2011年4月1日） 石毛佐和
- 第19、20回（2009年11月6日、13日） 喜多村英梨
- 特別編（プレリュードブック付録の特典DVDに収録） 喜多村英梨
- 第29、30、42、56、65回（2010年1月22日、29日、9月17日、2011年4月15日、8月19日） 児玉明日美
- 第38回（2010年7月23日） 羽多野渉
- 第43、52、61回（2010年10月1日、2011年2月18日、6月24日） 廣田詩夢
- 第47回（2010年11月26日） 金元寿子
- 第49、63回（2010年12月24日、2011年7月22日） 椎名へきる

## 漫画化作品
ドリームクラブ Destiny
『月刊コミックラッシュ』（ジャイブ）の2009年10月号から2010年9月号まで連載。作画は888。
毎晩のように夢の中で呼び掛けて来る亜麻音を追いかけてドリームクラブへたどり付き、会員資格を認められた作家志望の青年・夢野三郎とドリームクラブ店員達との交流を描くオリジナルストーリー。
単行本
1. 2010年2月6日発売 ISBN 978-4861767456
2. 2010年9月7日発売 ISBN 978-4861767869

ドリームクラブ おぶり〜く
上記と同じく『月刊コミックラッシュ』において2009年10月号のプレビュー版掲載後、同年11月号より2010年10月号まで連載。作画は星崎ひかる。『Destiny』と異なりギャグ色の強い構成で、ゲームの主人公に相当する男性会員は登場しない。
単行本
- 2010年9月7日発売 ISBN 978-4861767876

ドリームクラブ -だって猫なんだもん!-
白猫参謀の作画で『月刊コンプエース』（角川書店）の2010年6月号から12月号まで連載、魅杏を中心に描く。
単行本
- 2010年11月26日発売 ISBN 978-4047155718

ドリームクラブ ディア・ガールズ
『ファミ通コミッククリア』（エンターブレイン）にて2009年10月23日から2011年5月25日まで連載。作画は一葵さやか。店長代理を任された店長の甥を中心に描き、ホストガール全員出演しており、原作になかったホストガール同士の掛け合いや受付がホストガールの様子を見に来る描写などがある。Dream05に魔璃、Dream06のラストにアイリが新人として参加し、Dream14では『ZERO』から登場する遙華、あすか、ノノノが過去のホストガールとして特別出演している（ただし、3人とも2巻のあとがきで既に出演しており、原作にない新キャラ同士の掛け合いが見られる）2巻では受付がメインの番外編が記載されている。他にも設定も多少異なっており、受付がアイリを呼び捨てにしたり（原作ではさん付けだった）、魅杏が黒魔術に興味があるなど。
単行本
1. 2010年5月15日発売 ISBN 978-4047265158
2. 2010年11月15日発売 ISBN 978-4047268609
3. 2011年6月15日発売 ISBN 978-4047273252

## 小説化作品
ドリームクラブ 亜麻音編、ドリームクラブ 理保編、ドリームクラブ 魅杏編
『みのり文庫』（ハーヴェスト出版）にて2009年12月から2010年4月まで発行。形態はアンソロジー。合わせて3巻。
1. 2009年12月12日発売 ISBN 978-4-434138270
2. 2010年2月20日発売 ISBN 978-4-434141355
3. 2010年4月20日発売 ISBN 978-4-434143632

## ミュージッククリップ
『DREAM C CLUB PURE SONGS CLIPS』がジェネオン・ユニバーサル・エンターテイメントより2010年12月10日に2巻同時発売された。
スタッフ
- 原作 - D3パブリッシャー
- 監督 - 藤沢紗々
- キャラクターデザイン・総作画監督 - 渡辺真由美
- アニメーション制作 - project-No.9

## モバイル
『ドリームクラブ ぴゅあクロック』がディースリー・パブリッシャーにより2012年1月27日に正式リリースされ亜麻音が追加された。スマートフォン用アプリ。

## 舞台化作品

### 演劇
舞台ドリームクラブ〜国民総ピュア化計画☆エブリディが週末!?〜
2013年8月16日から18日までラゾーナ川崎プラザソルで公演。構成・演出は深寅芥。DVDが同年12月20日に販売された。
舞台ドリームクラブ〜涙の卒業!?ピュアなハートでSeeYouAgain!〜
2017年3月9日から12日まで築地ブディストホールで公演。演出は深寅芥。DVD化されていない。

### ライブ
劇団ドリームクラブ ホストガール ライブオンステージ Vol.1
2014年2月11日にラゾーナ川崎プラザソルで公演された。みお、玲香、魅杏、るい、理保、あすか、ユウ、エルの8人が出演。以降、ライブが中心の公演となる。同年6月10日にDVDが販売された。
劇団ドリームクラブ ホストガール ライブオンステージ Vol.2
2014年5月31日に渋谷DESEOで公演された。亜麻音、みお、雪、魅杏、るい、ユウ、エルの7人が出演。原作にもあるカワオケバージョンが初披露。また公演前に2期メンバーのオーディションが開催された。同年9月10日にDVDが販売された。
劇団ドリームクラブ ホストガール ライブオンステージ Vol.3
2014年7月26日に渋谷DESEOで公演された。みお、雪、魅杏、るい、理保、ナオ、魔璃、アイリ、ノノノ、受付、ユウ、エルの12人が出演。一部キャストが2期メンバーに交代、原作にあるデュエットも披露された。同年11月20日にDVDが販売された。
地球防衛軍×劇団ドリームクラブ ホストガール（or代表）スペシャルLIVEオンステージ
2014年9月20日、21日に東京ゲームショウ2014のディースリー・パブリッシャーのブースで公演された。みお、雪、魅杏、るい、理保、ナオ、魔璃、ノノノ、受付、ユウ、エルの11人に加え、ドリームエックスクリエイト代表、THE 地球防衛軍からペリ子（演：青島祐子）が出演。雪はペリ子とともにディースリー・パブリッシャーのブースのMCも担当した。
劇団ドリームクラブ ホストガール ライブオンステージ Vol.4
2014年11月28日に渋谷DESEOで公演された。亜麻音、みお、雪、魅杏、るい、理保、ナオ、魔璃、アイリ、受付、ユウ、エルの12人が出演。欠席メンバーの持ち歌を出席メンバーが歌う演出や、『ZERO』と『マージャン★ドリームクラブ』の主題歌「風をあつめて」（ダンスは完全初公開）が初披露され、『Gogo.』の曲である「O-share is Noko-ism!」も歌われるなど、多くの新機軸が盛り込まれた。さらにニコニコ生放送でライブの様子が配信された。また、公演前の4週にわたってニコニコ生放送でプロモーション番組が配信された。
劇団ドリームクラブ ライブオンステージin SHIBUYA REX
2015年2月27日にSHIBUYA REXで公演された。みお、雪、玲香、魅杏、魔璃、受付が出演。スペシャルゲストとして青島祐子（ペリ子）が出演した。ライブオンステージin SHIBUYA REX後に5人のキャストの卒業が発表され、さらに同年5月11日に劇団の活動休止が発表された。
劇団ドリームクラブ ホストガール ライブオンステージ #1
2016年4月30日に渋谷 RUIDO K2で公演された。亜麻音、雪、魅杏、理保、魔璃、遙華、あすか、ユウ、みお、玲香、るい、ナオ、アイリ、ノノノ、受付、エルの16人と、ナレーションとしてドリームXクリエイト代表が出演。2015年12月25日に発表されたとおり、新たにオーディション（3期）で選ばれたメンバーが新生ドリームクラブとして活動再開した。
劇団ドリームクラブ ホストガール ライブオンステージ #2
2016年6月25日に渋谷 RUIDO K2で公演された。亜麻音、みお、玲香、魅杏、るい、理保、ナオ、アイリ、遙華、ノノノ、あすか、受付、ユウ、エルの14人と、ナレーションとしてドリームXクリエイト代表が出演。
劇団ドリームクラブ ホストガール ライブオンステージ #3
2016年10月29日に新宿Cat's holeで公演された。亜麻音、みお、玲香、魅杏、るい、理保、ナオ、魔璃、アイリ、遙華、ノノノ、あすか、ユウ、エル、受付の15人と、ナレーションとしてドリームXクリエイト代表が出演。

### その他
劇団ドリームクラブ ディナーショー2014
2014年12月29日に東京メインダイニングで公演された。みお、雪、玲香、魅杏、るい、理保、ナオ、魔璃、アイリ、ノノノ、受付、ユウ、エルが出演。スペシャルゲストとしてディースリー・パブリッシャーのプロデューサーの岡島、東京ゲームショウ以来となる青島祐子（ペリ子）、七井しおり（『お姉チャンバラ』の彩のコスプレを担当）が出演した。『お姉チャンバラ』の神楽、彩とホストガールによる撮影タイムが設けられた。
劇団ドリームクラブ in STORIA
2016年12月30日、2017年1月28日にシアターカフェ&ダイニング STORIAで公演された。「劇団ドリームクラブ」×「人狼ゲーム」×「ミニライブ」がコンセプトで、ホストガール達が『人狼ゲーム』をプレイし、勝者がミニライブで曲を披露する。2016年では玲香、るい、ナオ、アイリ、ノノノ、ユウ、受付、みお、理保、魔璃、遙華、あすか、エルの13人が出演。2017年では みお、るい、ナオ、遙華、あすか、エル、玲香、理保、アイリ、ノノノ、ユウ、受付の12人が出演。